# Cmentarz Montmartre w Paryżu (obraz Juliana Fałata)
Cmentarz Montmartre w Paryżu – obraz polskiego malarza Juliana Fałata z 1893 roku, znajdujący się w zbiorach Muzeum Narodowego w Krakowie.

## Historia obrazu
Wiosną 1893 roku Julian Fałat przebywał w Paryżu. Artysta użył do namalowania swego pejzażu miejskiego techniki akwarelowej i olejnej, co jest rzeczą rzadką. Pierwszy raz obraz wystawiono jako „Cmentarz w Paryżu” w krakowskim Towarzystwie Przyjaciół Sztuk Pięknych w 1896 roku. Cmentarz Montmartre w Paryżu znajdował się w zbiorach kolekcjonera Erazma Barącza, który przekazał go przed II wojną światową Muzeum Narodowemu w Krakowie. Obraz był eksponowany w oddziale muzeum w kamienicy na ul. Karmelickiej 51. Po wkroczeniu Niemców do Krakowa obraz został zarekwirowany. Wraz z innymi dziełami trafił 25 czerwca 1940 roku do biur okupacyjnych władz Generalnego Gubernatorstwa. Dyrektor krakowskiego muzeum Feliks Kopera, który był honorowym członkiem niemieckiego Stowarzyszenia Historyków Sztuki, uzyskał poświadczenie. Po wojnie obraz Fałata zakupił prywatny kolekcjoner. Oficjalnie uważany był za stratę wojenną. Podczas II wojny światowej Muzeum Narodowe w Krakowie utraciło 1006 obiektów. Krakowscy muzealnicy, przeprowadzając kwerendę naukową, natrafili na krakowski obraz Fałata w katalogu obecnych zbiorów Muzeum Narodowego w Warszawie. Muzeum warszawskie zakupiło obraz z prywatnej kolekcji. W 2020 roku obraz powrócił do kolekcji w Krakowie.

## Tematyka
Zdaniem prof. Andrzeja Szczerskiego obraz Fałata jest jego najlepszym pejzażem miejskim. Malarz przedstawił paryski Cmentarz Północny na sposób impresjonistyczny. Skąpane w mglistym świetle drzewa kontrastują z nagrobkami i budynkami Montmartre’u. Pojawiają się, typowe dla Fałata, błękitne cienie. Nad wszystkim sine niebo.